# Ben Dodwell
Benjamin Philip „Ben” Dodwell (ur. 17 kwietnia 1972 w Melbourne) – australijski wioślarz. Brązowy medalista olimpijski z Sydney.
Brał udział w trzech igrzyskach (IO 92, IO 96, IO 00). W 2000 zajął trzecie miejsce w czwórce bez sternika. Wspólnie z nim płynęli James Stewart, Geoffrey Stewart i Bo Hanson. W tej samej konkurencji był srebrnym medalistą mistrzostw świata w 1999.